# Luža, Trebnje
Luža este o localitate din comuna Trebnje, Slovenia, cu o populație de 65 de locuitori.